# 339. strelska divizija (ZSSR)
339. strelska divizija (izvirno rusko 339. стрелковая дивизия; kratica 339. SD) je bila strelska divizija Rdeče armade v času druge svetovne vojne.

## Zgodovina
Divizija je bila ustanovljena avgusta 1941 v Rostovu.